# 初島住彦
初島 住彦（はつしま すみひこ、1906年9月11日 - 2008年1月22日）は、日本の植物学者。鹿児島大学名誉教授。農学博士。

## 略歴
1906年、長崎県島原市に生まれた。鹿児島高等農林学校卒業後、九州帝国大学（現：九州大学）に進学。戦前に金平亮三とニューギニアやジャワ島の植物調査を実施した。1931年、農学部林学科卒業。
1942年に九州帝国大学で農学博士の学位を取得。学位論文は「亜細亜産黄楊属の検討」。 戦後は鹿児島大学で教鞭をとり、佐藤正己などを指導した。1972年の定年まで同大に勤務後、琉球大学理工学部(現理学部)へ教授として3年間赴任。その後も南日本の植物研究と教育に尽力した。
2008年1月22日、胆管癌のため鹿児島市の病院で死去。101歳没。98歳で『九州植物目録』を取りまとめるなど生涯現役であった。

## 著書
- 『琉球植物誌』（1971年、沖縄生物教育研究会）国立国会図書館書誌ID:000001139741 doi:10.11501/12606041
  - 追加訂正版（1975年、沖縄生物教育研究会） 国立国会図書館書誌ID:000001122726 doi:10.11501/12606050
- 『日本の樹木―日本に見られる木本類の外部形態に基づく総検索誌』 (1976年、講談社) 国立国会図書館書誌ID:000001121521 doi:10.11501/12674692
- 『九州植物目録』（2004年、鹿児島大学総合研究博物館）

### 共著
- 天野鉄夫・初島住彦『沖縄植物目録』(1959年、沖縄生物教育研究会)  国立国会図書館書誌ID:000001139736 doi:10.11501/12605231
- 初島住彦・天野鉄夫『琉球植物目録』 (1977年、でいご出版) 
  - 増補訂正版（1994年、沖縄生物学会）国立国会図書館書誌ID:000002425248 doi:10.11501/13639740
- 初島住彦・中島邦雄『琉球の植物』 (1979年、講談社) 国立国会図書館書誌ID:000001414513 doi:10.11501/12606104
- 川原勝征・初島住彦（監修）『屋久島の植物―世界自然遺産の島―』（1999年、八重岳書房） ISBN 4-8412-1172-1 国立国会図書館書誌ID:000002830389 doi:10.11501/14226868
- 佐藤武之・初島住彦（監修）『九州の野の花―色で見分ける・春―最新版』（2001年、西日本新聞社） ISBN 4-8167-0524-4
- 大工園認・初島住彦（監修）『野の花めぐり』（春・夏・明・冬） (2003年、南方新社)